# Liste der Kunstwerke im öffentlichen Raum in Wien/Alsergrund
Diese Liste der Kunstwerke im öffentlichen Raum am Alsergrund enthält die im „Wien Kulturgut“ (digitalen Kulturstadtplan der Stadt Wien) gelisteten Kunstwerke im öffentlichen Raum (Public Art) im Bezirk Alsergrund.
Gedenktafeln bzw. Gedenksteine sind in der Liste der Gedenktafeln und Gedenksteine in Wien/Alsergrund angeführt.

## Kunstwerke
| Foto |                 | Name                                                                                                   | Typ                                      | Standort                                                                                      | Künstler                        | Datierung          | Beschreibung | Metadaten                                                          |
| ---- | --------------- | --- | ---------------------------------------- | --------------------------------------------------------------------------------------------- | ------------------------------- | ------------------ | --- | ------------------------------------------------------------------ |
| ja   | Datei hochladen | Schubert-Brunnen ID: 58720 HERIS-ID: 14825 Objekt-ID: 11063                                            | Brunnen                                  | Alserbachstraße 13 / Ecke Liechtensteinstraße Standort                                        | Franz Matuschek, Theodor Stundl | 1928               | Der Schubertbrunnen wurde 1927/28 vom Wiener Schubertbund und der Bezirksvertretung errichtet. Die Architektur stammt von Franz Matuschek, die überlebensgroße weiße Marmorfigur Lauschendes Mädchen ist bezeichnet mit „Theodor Stundl 1928“. | Standort: Südöstliche Ecke der Kreuzung                            |
| ja   | Datei hochladen | Zierbrunnen ID: 45154                                                                                  | Brunnen                                  | Altes Allgemeines Krankenhaus, Hof 1 (Invalidenhof), Eingang Alser Straße 4 Standort          |                                 | 1875               | Auf einem reich profilierten, hohen Podest befindet sich ein halbkreisförmiges Wasserbecken und darüber ein Volutensockel mit bekrönender Ziervase | Standort: In der Längsachse                                        |
| ja   | Datei hochladen | Franz Schuh ID: 45129                                                                                  | Denkmäler                                | Altes Allgemeines Krankenhaus, Hof 1, Eingang Alser Straße 4 Standort                         | Alexander Mailler               | 1875               | Porträtbüste Franz Schuhs | Standort: Links vom Eingang Alser Straße, an der Spitalgassenseite |
| ja   | Datei hochladen | Zierbrunnen ID: 45134                                                                                  | Brunnen                                  | Altes Allgemeines Krankenhaus, Hof 1, Eingang Alser Straße 4 Standort                         |                                 | Ende 19. Jh.       | Großes rundes Brunnenbecken mit Ziergitter | Standort: Spitalgassenseite, westlich der Längsachse               |
| ja   | Datei hochladen | Zierbrunnen ID: 45135                                                                                  | Brunnen                                  | Altes Allgemeines Krankenhaus, Hof 1, Eingang Alser Straße 4 Standort                         |                                 | Ende 19. Jh.       | Großes rundes Brunnenbecken mit Ziergitter | Standort: Garnisongassenseite, östlich der Längsachse              |
| ja   | Datei hochladen | Kaiser Joseph II. ID: 45130 HERIS-ID: 6127 Objekt-ID: 2002                                             | Denkmäler                                | Altes Allgemeines Krankenhaus, Hof 2 Standort                                                 | Richard Kauffungen              | 1884               | Denkmal für Kaiser Joseph II. aus der Gießerei Blansko | Standort: Hofmitte                                                 |
| ja   | Datei hochladen | Zierbrunnen ID: 45133                                                                                  | Brunnen                                  | Altes Allgemeines Krankenhaus, Hof 2 Standort                                                 |                                 | Ende 19. Jh.       | Großes rundes Brunnenbecken mit Ziergitter | Standort: Hofmitte, hinter dem Denkmal Kaiser Josephs II.          |
| ja   | Datei hochladen | Hl. Johannes von Nepomuk ID: 45138 HERIS-ID: 21379 Objekt-ID: 17698                                    | Sakrale Kleindenkmäler                   | Altes Allgemeines Krankenhaus, Hof 4, Eingang Spitalgasse (gegenüber Spitalgasse 15) Standort |                                 | 1730               | Die Figur des Heiligen Johannes Nepomuk im Universitätscampus entstand 1730. | Standort: In Grünanlage                                            |
| ja   | Datei hochladen | Zierbrunnen ID: 45132                                                                                  | Brunnen                                  | Altes Allgemeines Krankenhaus, Hof 7 Standort                                                 |                                 | Ende 19. Jh.       | Großes rundes Brunnenbecken mit Ziergitter | Standort: Hofmitte                                                 |
| ja   | Datei hochladen | Zierbrunnen ID: 45128                                                                                  | Brunnen                                  | Altes Allgemeines Krankenhaus, Hof 8, Eingang Garnisongasse 13 Standort                       |                                 | Ende 19. Jh.       | Großes rundes Brunnenbecken mit Ziergitter | Standort: Hofmitte                                                 |
| ja   | Datei hochladen | Hermann Franz Müller ID: 45131                                                                         | Denkmäler                                | Altes Allgemeines Krankenhaus, Hof 9, Eingang Garnisongasse 13 Standort                       | Richard Kauffungen              | 1899               | Die Porträtbüste von Hermann Franz Müller befindet sich auf einem Sockel mit seitlich angebrachten Lehnen, auf dessen Vorderseite eine Rieliefdarstellung des Sprunges von Marcus Curtius zu sehen ist. | Standort: In der Grünanlage rechts vom Eingang                     |
| ja   | Datei hochladen | Guido-Holzknecht-Denkmal ID: 71436                                                                     | Denkmäler                                | Arne-Karlsson-Park Standort                                                                   | Josef Heu                       | 1932               | Büste auf Steinstele mit der Inschrift „Guido Holzknecht 1872–1931 / Professor der Röntgenologie, Vorkämpfer und Märtyrer der Wissenschaft“ | Standort: Beim Amthaus des 9. Bezirks, Währinger Straße 43.        |
| ja   | Datei hochladen | Elsa-Brändström-Denkmal ID: 71222                                                                      | Denkmäler                                | Arne-Karlsson-Park Standort                                                                   | Hans Jaksch, Robert Ullmann     | 1965               | Die Steinstele trägt folgende Inschrift: „Der großen Schwedin Elsa Brändström, dem Engel von Sibirien 1888–1948 / Sie bewahrte 1914–1920 ungezählte österreichische Kriegsgefangene vor Elend und Tod und widmete ihr ferneres Leben der Sorge für Kriegerwitwen und Waisen / Dankbare ehemalige Kriegsgefangene 1965“ |                                                                    |
| ja   | Datei hochladen | Wandbrunnen ID: 42073                                                                                  | Profanplastiken/Kunst am Bau freistehend | Arne-Carlsson-Park Standort                                                                   | Mario Petrucci                  |                    | Wandbrunnen mit Skulptur am ehemaligen Bunker | Standort: Parkanlage                                               |
| ja   | Datei hochladen | Kruzifix ID: 45140                                                                                     | Sakrale Kleindenkmäler                   | Bei Marktgasse 40, an der Fassade der Lichtentaler Pfarrkirche Standort                       | Joseph Klieber                  | 1827               | Holzkreuz mit dem Vermerk „Jos. Krieber fecit 1827“ |                                                                    |
| ja   | Datei hochladen | Carl-Freiherr-Auer-von-Welsbach-Denkmal (Wiederherstellung) ID: 41483 HERIS-ID: 14822 Objekt-ID: 11060 | Denkmäler                                | Boltzmanng. 1-5/Währinger Str. 38-42 Standort                                                 | Wilhelm Frass                   | 1935               | Stele aus Lindabrunner Konglomerat, die von einer Porträtbüste Auer-Welsbachs bekrönt wird | Standort: Straßenverkehrsfläche                                    |
| ja   | Datei hochladen | Karl Schönherr – Porträttafel und Inschrifttafel ID: 42074                                             | Kunst am Bau wandgebunden                | Fechtergasse 17 Standort                                                                      | Mario Petrucci                  | 1953               | Zwei Bronzetafeln, ein Porträtrelief von Karl Schönherr und eine Inschriftentafel |                                                                    |
| ja   | Datei hochladen | Corner Stone of Freedom Vulgo: Eckstein der Freiheit ID: 71439                                         | Denkmäler                                | Frankhplatz Standort                                                                          |                                 |                    | Denkmal, das der Stadt Wien 1948 von den USA gewidmet wurde. Das Denkmal trägt folgende Inschrift: „This corner stone of freedom presented June 17, 1948 at Bredford, Indiana, USA, the stone city of the world. AUSTRIA. Austria's importance for western civilisation transcends by far the geographical size of the country. Her contributions in the fields of music, art and literature, her achievements in medicine and the natural sciences are widely known. Austrian inventors have contributed decisively to the development of technical science. Indeed, Austria may be regarded as the heart of European Commonwealth. Presented by Indiana Limestone Company Inc.“ | Standort: Parkanlage gegenüber dem Landesgerichtsgebäude.          |
| ja   | Datei hochladen | 2 Reliefs „Galileo Galilei“ und „Astronomische Erdkugel (Sphaera Armillare)“ ID: 41781                 | Kunst am Bau wandgebunden                | Galileigasse 6 Standort                                                                       | Heinz Leinfellner               | 1951               | Zwei Natursteinreliefs |                                                                    |
| BW   | Datei hochladen | Ehem. Brunnenanlage „Brüderchen und Schwesterchen“ (Mädchen mit Reh) ID: 92425                         | Profanplastiken/Kunst am Bau freistehend | Grünentorgasse 9 Standort                                                                     |                                 |                    | Ehemalige Brunnenanlage im Schulhof der Schubertschule (Volksschule Grünentorgasse). Auf einem Ziegelsockel befindet sich eine Figurengruppe aus Stein, die ein Motiv aus dem Märchen Brüderchen und Schwesterchen zeigt. | Standort: Im Schulhof                                              |
| ja   | Datei hochladen | Hygieia-Brunnen ID: 45153                                                                              | Brunnen                                  | Josephinum. Währinger Straße 25 Standort                                                      | Johann Martin Fischer           | 1787               | Auf einem polygonalen Becken mit Ziergitter erhebt sich ein Steinsockel mit Medusenkopf als Wasserspeier, darauf steht die Göttin Hygieia mit Schlange und Schale. | Standort: Im Ehrenhof                                              |
| ja   | Datei hochladen | Prälatenkreuz ID: 45141 HERIS-ID: 14824 Objekt-ID: 11062                                               | Sakrale Kleindenkmäler                   | Liechtensteinstraße 120 / Althangasse Standort                                                |                                 | 1779               | Auf einem auskragenden Pfeiler befindet sich die Inschriftentafel, die an eine Pulverturmexplosion 1779 erinnert. Darüber befindet sich ein polygonaler Aufsatz mit einem den hl. Leopold darstellenden Medaillon. | Standort: In der Grünanlage                                        |
| ja   | Datei hochladen | Maria Immaculata ID: 45152 HERIS-ID: 14860 Objekt-ID: 11098                                            | Sakrale Kleindenkmäler                   | Liechtensteinstraße 21 Standort                                                               |                                 | 1. Hälfte 18. Jh.  | Darstellung einer kreuzhaltenden Maria Immuculata in einer Ädikulanische | Standort: Im Hof                                                   |
| ja   | Datei hochladen | Kruzifix ID: 45139                                                                                     | Sakrale Kleindenkmäler                   | Liechtensteinstraße 48, gegenüber der Mündung der Strudelhofgasse Standort                    |                                 |                    | Holzkreuz, das an der Außenmauer der Parkanlage vom Palais Liechtenstein angebracht ist | Standort: In der Gartenmauer des Palais Liechtenstein              |
| ja   | Datei hochladen | [ transkription ] ID: 87312                                                                            |                                          | Marktgasse 3-7, Thury-Hof Standort                                                            | Maria Theresia Litschauer       | 2010               | Mehrsteilige Intervention zu einer Kriegerstatue von Alfred Crepaz aus dem Jahr 1939: Klammerartiges Zeichen, Betonband und Schrifttafel |                                                                    |
| ja   | Datei hochladen | Ornamentaler Schmuck am Zierbrunnen ID: 78643                                                          | Profanplastiken/Kunst am Bau freistehend | Marktgasse 3-7/Thurygasse Standort                                                            | Oskar Thiede                    | ca. 1926           | Fischkopf aus Bronze als Wasserspeier für eine steinerne Brunnenschale mit bronzenem Aufsatz | Standort: Thury-Hof                                                |
| ja   | Datei hochladen | Franz-Schubert-Denkmal ID: 71443 HERIS-ID: 14826 Objekt-ID: 11064                                      | Denkmäler                                | Marktgasse 31, Platz vor der Lichtenthaler Kirche Standort                                    | Gustinus Ambrosi                | 1963               | Büste Franz Schuberts auf Vierkantsockel |                                                                    |
| ja   | Datei hochladen | Bronzeplastik „Flora Exemplar“ ID: 78205                                                               | Profanplastiken/Kunst am Bau freistehend | Nußdorfer Straße/Fluchtgasse Standort                                                         | Andrew Rogers                   | 1999               | Figurative abstrakte Bronzeskulptur |                                                                    |
| ja   | Datei hochladen | Brunnennymphe mit Putto ID: 45144                                                                      | Brunnen                                  | Palais Liechtenstein, Fürstengasse 1 Standort                                                 | Franz Anton Zauner              | 1785               | Figur einer Nymphe mit Putto, die Wasser aus einem Krug in ein Becken gießt | Standort: In der Gartenanlage, Hauptachse                          |
| ja   | Datei hochladen | Raffael ID: 45145                                                                                      | Denkmäler                                | Palais Liechtenstein, Fürstengasse 1 Standort                                                 | Ernst Julius Hähnel             | 1877               | Denkmal Raffaels aus der Liechtensteinischen Kunstsammlung, das 2003 im Park aufgestellt wurde | Standort: In der Gartenanlage                                      |
| ja   | Datei hochladen | Antonio-Vivaldi-Denkmal ID: 71448                                                                      | Denkmäler                                | Rooseveltplatz Standort                                                                       | Gianni Arico                    | 2001               | Das Denkmal für Antonio Vivaldi wird von drei musizierenden Figuren auf einer Marmorplatte gebildet. |                                                                    |
| ja   | Datei hochladen | Hl. Johannes von Nepomuk ID: 45148 HERIS-ID: 4166 Objekt-ID: 4                                         | Sakrale Kleindenkmäler                   | Rossauer Brücke Standort                                                                      |                                 |                    | Johannes Nepomuk hält ein großes Kruzifix und steht auf einem profilierten Vierkantsockel | Standort: am Ufer des Donaukanals                                  |
| ja   | Datei hochladen | Erwin-Ringel-Denkmal ID: 71528                                                                         | Denkmäler                                | Schlickplatz Standort                                                                         | Josef Zenzmaier                 | 1999               | Asymmetrisch angebrachte Büste Erwin Ringels auf würfelförmigen Sockel | Standort: Erwin-Ringel-Park                                        |
| ja   | Datei hochladen | Dreifaltigkeitssäule ID: 45150                                                                         | Sakrale Kleindenkmäler                   | Sensengasse 4 Standort                                                                        |                                 | 1. Viertel 18. Jh. | Säule mit Gnadenstuhlgruppe | Standort: In der Hauswand                                          |
| ja   | Datei hochladen | „Schlüssel gegen das Vergessen – Servitengasse 1938“ ID: 71582                                         | Denkmäler                                | Servitengasse / Grünentorgasse Standort                                                       | Julia Schulz                    | 2008               | Einen vom „Verein Servitengasse 1938“ gemeinsam mit der Universität für angewandte Kunst eingerichteten Wettbewerb gewann Julia Schulz mit ihrem Konzept Schlüssel gegen das Vergessen. Das Gedenksymbol ist eine im Boden eingelassene Vitrine, deren Inneres – gleich einer Ausgrabung – unter dem Bodenniveau der Servitengasse liegt. Darin befinden sich 462 Schlüssel mit Namensschildern der jüdischen Menschen, die vor 1938 in dieser Gasse gewohnt haben. Die Schlüssel wurden von den jetzigen Bewohnern der Servitengasse zur Verfügung gestellt. |                                                                    |
| ja   | Datei hochladen | Hl. Johannes von Nepomuk ID: 45147                                                                     | Sakrale Kleindenkmäler                   | Servitenkloster, Servitengasse 9 Standort                                                     |                                 | um 1712            | Im Hof des Servitenklosters befindet sich eine Statue Johannes Nepomuks. Die Statue stand früher in der Grünentorgasse vor der Nordfassade der Servitenkirche. | Standort: Im Kreuzgang                                             |
| ja   | Datei hochladen | Pietà ID: 61471 HERIS-ID: 13876 Objekt-ID: 10091                                                       | Sakrale Kleindenkmäler                   | Servitenkloster, Servitengasse 9 Standort                                                     |                                 | 17. Jh.            | Auf einem geschwungenen Podest mit kantigen, möglicherweise später angesetzten Voluten, befindet sich eine Darstellung der sitzenden Maria mit klagend erhobenen Händen am Kreuzfuß. | Standort: Zwischen Kirche und Eingang zum Kreuzgang                |
| ja   | Datei hochladen | Sigmund-Freud-Denkmal ID: 71534                                                                        | Denkmäler                                | Sigmund-Freud-Park Standort                                                                   |                                 | 1985               | Das Denkmal, eine Steinstele mit der Inschrift ΨA – Die Stimme des Intellekts ist leise – Sigmund Freud 1856–1939, wurde am 6. Mai 1985 (zum hundertjährigen Jubiläum der Ernennung Freuds zum Privatdozenten) durch Bürgermeister Helmut Zilk enthüllt. Um eine Aufstellung bemüht hatte sich die Sigmund-Freud-Gesellschaft unter der Führung von Harald Leupold-Löwenthal. Die griechischen Buchstaben Psi und Alpha verwendete Freud als Abkürzung für Psychoanalyse. Die unter den beiden Buchstaben verzeichnete Inschrift lautete ursprünglich aus nunmehr unbekannten Gründen Die Stimme der Vernunft ist leise, was vom Wortlaut in Freuds 1927 erschienenen Schrift Die Zukunft einer Illusion abweicht. In den 1990er Jahren erfolgte unter Bezugnahme auf das Originalzitat (Die Stimme des Intellekts ist leise, aber sie ruht nicht, ehe sie sich Gehör verschafft hat. Am Ende, nach unzähligen oft wiederholten Abweisungen, findet sie es doch. Dies ist einer der wenigen Punkte, in denen man für die Zukunft der Menschheit optimistisch sein darf.) eine Korrektur des Worts Vernunft in Intellekt. |                                                                    |
| ja   | Datei hochladen | Sterzinger, Carrara, Schlesischer ID: 78218                                                            | Profanplastiken/Kunst am Bau freistehend | Sigmund-Freud-Park Standort                                                                   | Rudolf Moratti                  | 1988               | Abstrakter Körper aus Stein, der aus Bindungen quillt | Standort: Votiv-Park                                               |
| ja   | Datei hochladen | PaNTisch – Partner aller Nationen ID: 78219                                                            | Profanplastiken/Kunst am Bau freistehend | Sigmund-Freud-Park Standort                                                                   |                                 | 2004               | Ein fünfeckiger Tisch mit 10 rundum aufgestellten Stühlen, alle aus Granit. Das Objekt wurde der Stadt Wien vom Dachverband der österreichisch-ausländischen Gesellschaften (PAN) geschenkt. |                                                                    |
| ja   | Datei hochladen | Metallskulptur „Der zerbrochene Globus“ ID: 78220                                                      | Profanplastiken/Kunst am Bau freistehend | Sigmund-Freud-Park Standort                                                                   | Karl Anton Wolf                 | 1975               | Metallelemente unterschiedlicher, eine berstende Kugel symbolisierend | Standort: Votiv-Park                                               |
| ja   | Datei hochladen | Ignaz Philipp Semmelweis ID: 45136                                                                     | Denkmäler                                | Spitalgasse 23 Standort                                                                       | Theodor Charlemont              | 1908               | Steinstele mit Bronzerelief: Porträt von Ignaz Semmelweis und Darstellung einer Mutter mit Kind | Standort: Im Garten hinter der Kirche                              |
| ja   | Datei hochladen | Strudelhofstiegenbrunnen ID: 45143 HERIS-ID: 14762 Objekt-ID: 11000                                    | Brunnen                                  | Strudelhofstiege, zw. Strudelhofg. 19 und 21 Standort                                         | Theodor Johann Jaeger           | 1910               | In die Strudlhofstiege integrierter Brunnen mit Mosaikhintergrund und bronzenes Fischmaul als Wasserspeier, daneben befindet sich eine Gedenktafel für Heimito von Doderer. |                                                                    |
| ja   | Datei hochladen | Christus als Guter Hirte ID: 45142                                                                     | Sakrale Kleindenkmäler                   | Vor dem Pfarrhof der Canisiuskirche, Lustkandlgasse 34/Canisiusgasse 14-16 Standort           |                                 | um 1900            | Überlebensgroße Christusfigur mit Lamm auf der Schulter |                                                                    |
| ja   | Datei hochladen | Maria Immaculata ID: 45151                                                                             | Sakrale Kleindenkmäler                   | Vor der Servitenkirche, gegenüber Servitengasse 12 Standort                                   | Fidelius Krümmel                | 1885               | Darstellung der Maria Immaculata auf hohem Sockel mit Monogramm M, derzeit nicht an Ort und Stelle | Standort: In kleiner Grünanlage, nördlicher Platzbereich           |
| ja   | Datei hochladen | Hl. Johannes von Nepomuk ID: 45137 HERIS-ID: 14759 Objekt-ID: 10997                                    | Sakrale Kleindenkmäler                   | Vor Sobieskiplatz 5 Standort                                                                  |                                 | 3. Viertel 18. Jh. | Figur Johannes Nepomuks auf Volutensockel unter einem Metallbaldachin, ein Kreuz in der Hand haltend | Standort: Im nördlichen Platzbereich                               |
| ja   | Datei hochladen | Hl. Antonius von Padua ID: 77019                                                                       | Sakrale Kleindenkmäler                   | Votivpark Standort                                                                            | Erich Ghezzi                    | 1990               | Figur des hl. Antonius von Padua |                                                                    |
| ja   | Datei hochladen | Linienkapelle Vulgo: Johannes-von-Nepomuk-Kapelle ID: 45146 HERIS-ID: 14338 Objekt-ID: 10572           | Sakrale Kleindenkmäler                   | Währinger Gürtel, gegenüber der Mündung der Klammergasse Standort                             | Otto Wagner                     | 1898               | Zentralbau in Form eines griechischen Kreuzes |                                                                    |
| ja   | Datei hochladen | Garten mit Brunnen ID: 78221                                                                           | Profanplastiken/Kunst am Bau freistehend | Zimmermannplatz Standort                                                                      | Ines Lombardi                   | 2008               | Bronzeskulptur in begrüntem Grundstück | Standort: G. Posanner Park                                         |